# Atua-Anua

Dans la mythologie de l'île de Pâques, Atua-Anua est une déesse mère.